# Nesidiochernes slateri
Nesidiochernes slateri är en spindeldjursart som beskrevs av Beier 1975. Nesidiochernes slateri ingår i släktet Nesidiochernes och familjen blindklokrypare. Inga underarter finns listade i Catalogue of Life.